# Блатска
Бла̀тска е село в Югозападна България. То се намира в община Хаджидимово, област Благоевград.

## Население

### Етнически състав
Преброяване на населението през 2011 г.
Численост и дял на етническите групи според преброяването на населението през 2011 г.:
|                     | Численост |
| Общо                | 618       |
| Българи             | 38        |
| Турци               | 195       |
| Цигани              | -         |
| Други               | -         |
| Не се самоопределят | -         |
| Неотговорили        | 382       |

## География
Село Блатска се намира в планински район.

## История
Над селото е античната и средновековна крепост Хисар.
В списък на селищата и броя на немюсюлманските домакинства във вилаета Неврокоп от 13 март 1660 година село Блатска (Бласка) е посочено като село, в което живеят 15 немюсюлмански семейства.
В XIX век Блатска е мюсюлманско село в Неврокопска каза на Османската империя. В „Етнография на вилаетите Адрианопол, Монастир и Салоника“, издадена в Истанбул през 1878 година и отразяваща статистиката на населението от 1873 година, Блатска (Blatska) е посочено като село с 40 домакинства и 100 жители мюсюлмани. Според Васил Кънчов („Македония. Етнография и статистика“) към края на XIX век в Блатска има 50 турски къщи.
През 1899 година селото има население 215 жители според резултатите от преброяване населението на Османската империя. Според Димитър Гаджанов в 1916 година в Блатска, Дъбница и Фустани живеят 1100 помаци.